# Gonzalo de Reparaz Rodríguez
Gonzalo de Reparaz Rodríguez (1860-1939) fue un periodista, escritor, geógrafo y diplomático portugués y español.

## Biografía
Nacido en la ciudad portuguesa de Oporto en 1860, fue redactor de publicaciones periódicas madrileñas como El Día, La Justicia, Heraldo de Madrid, El Resumen, La Ilustración Española y Americana y La Época, además de corresponsal del Diario de Barcelona en París y colaborador de la Revista de Navegación y Comercio (1894), La Vida Marítima (1904), El Globo (1903) y Diario Universal (1903), entre otros. Casado con Carmen Ruiz en 1898, fue padre del geógrafo Gonzalo de Reparaz Ruiz, nacido en 1901, año en que Gonzalo Reparaz padre fue nombrado caballero de la Legión de Honor. Tuvo nacionalidad portuguesa.
Comisionado especial del Gobierno español en Marruecos entre 1908 y 1911, durante la guerra civil española fue hecho preso por los republicanos. Fue autor de obras como España en África y otros estudios de política colonial (1891), prologado por Segismundo Moret, La guerra de Cuba: estudio militar (1895), Política de España en África  (1907) o La derrota de la civilización (1921), entre otras. Iberista y africanista, y cercano al polaviejismo hacia el cambio de siglo, a lo largo de su vida experimentó una notable evolución ideológica, terminando al final en posiciones próximas al anarquismo. Reparaz, que fue admirador del geógrafo Élisée Reclus, falleció en México en 1939.